# Nampan
Nampan (birman : နမ်ပန်) est un village lacustre de Birmanie située dans l'État Shan. Il a la particularité de se trouver sur le lac Inle.